# 光叶独花报春
光叶独花报春（学名：Omphalogramma elwesianum）为报春花科独花报春属下的一个种。